# Coalport (Pennsylvanie)
Coalport est un borough situé au sud du comté de Clearfield, en Pennsylvanie, aux États-Unis,. En 2010, il comptait une population de 523 habitants. Il est incorporé le 24 septembre 1883.

## Démographie
Lors du recensement de 2010, le borough comptait une population de 523 habitants. Elle est estimée, en 2019, à 513 habitants.

### Source de la traduction
- (en) Cet article est partiellement ou en totalité issu de l’article de Wikipédia en anglais intitulé « Coalport, Pennsylvania » (voir la liste des auteurs).